# Маковки

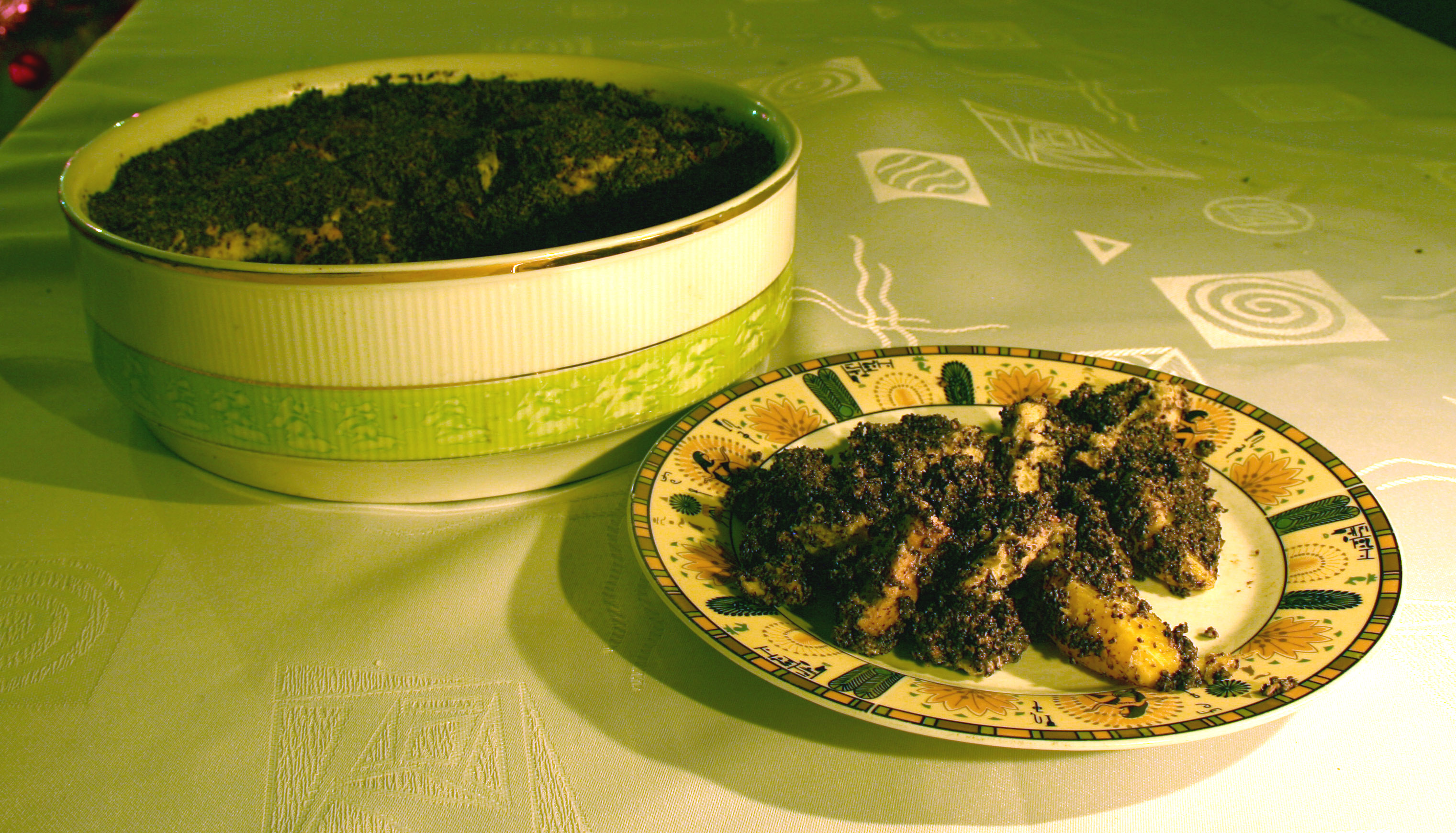

Маковки (пол. Makówki, makiełki) — десерт с маком, считается традиционным для Силезии (юго-западная Польша), где его подают почти исключительно на Сочельник. Популярно и в других частях Польши, а также в восточной Германии, Словакии и Венгрии.

## Силезия
Основными ингредиентами силезских маковок являются мак, булочки или печенье, молоко или вода, мёд или сахар и сухофрукты (изюм, инжир, миндаль, грецкие орехи, кокосовая стружка, апельсиновая цедра, ром, апельсины, мандарины). Замоченный в молоке булочки укладывают слоями, чередуя с маковой массой . Есть также маковки, приготовленные с халой.
В более бедных семьях маковки готовили на воде, а вместо сухофруктов добавляли местные сушёные фрукты.

### Другие регионы
В Заглембе, окрестностях Познани и Лодзи это блюдо известно как «makiełki» или «makiołki». В Заглембском крае вместо печенья используют макароны (в некоторых частях Польши их называют «kluskami», отсюда и другое название — «kluski z makiem» ).

## Другие страны

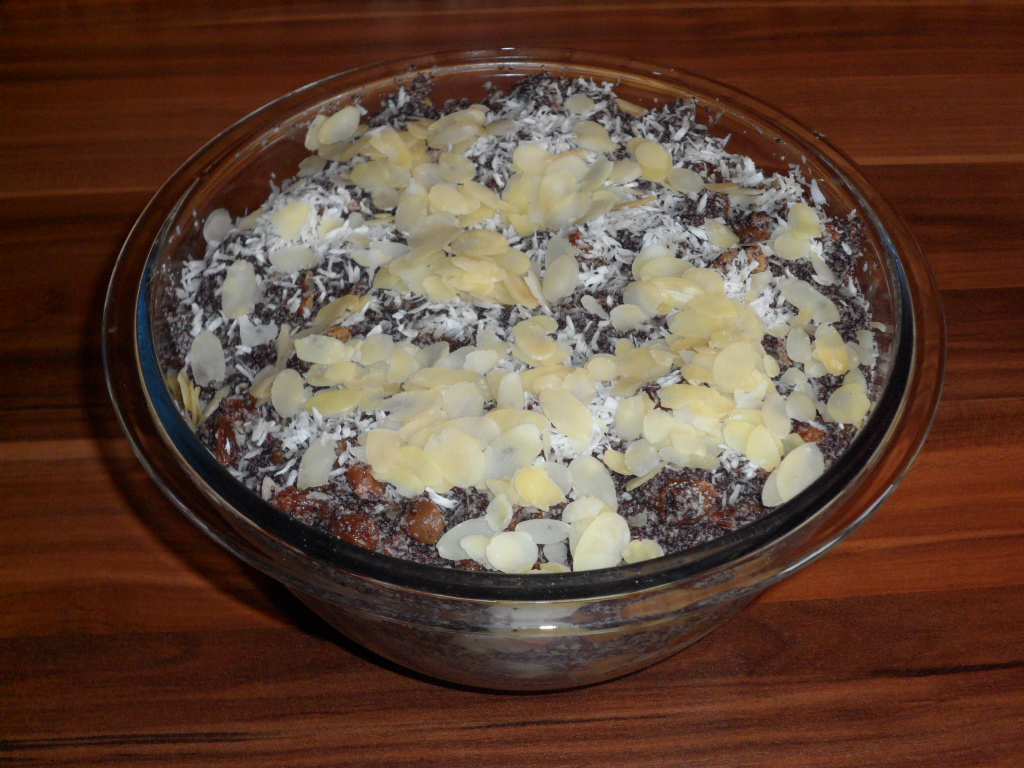
Силезские маковки

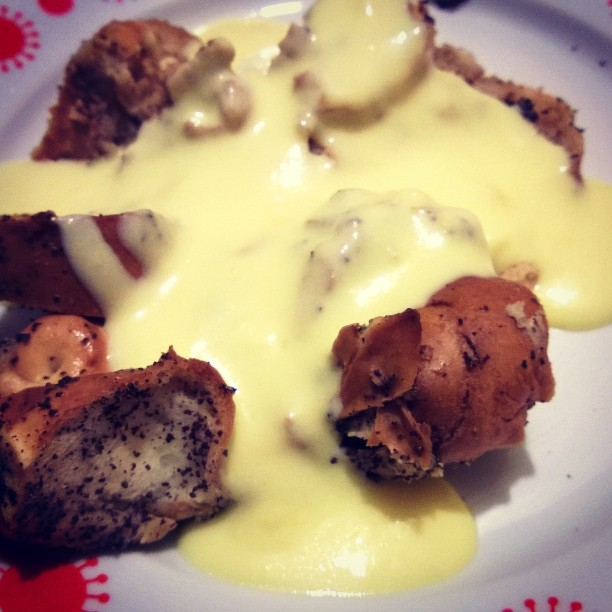
Венгерские Mákos Guba

В Венгрии блюдо известно как Mákos Guba. Для его приготовления кусочки булочки кифли замачивают в молоке, затем посыпают заварным маком и сахарной пудрой, добавляют апельсин, абрикосовый джем или мед. Иногда к блюду подают ванильный соус.
В Германии носит название Mohnpielen. Это типичное блюдо, особенно в канун Рождества и Нового года. Употребление в пищу пищи, богатой зерном, восходит к старому германскому дохристианскому обычаю во время Раунахтена (нем. Raunacht, «святки»), при этом оставшаяся часть откладывалась для Перхты или для другого аналогичного мифического персонажа в других регионах Германии.